# Linda Molin
Linda Mikaela Molin, född 24 juli 1992 i Säve församling i Göteborg, är en svensk skådespelare.
Hon debuterade som skådespelare 2011 i långfilmen Apflickorna. Året därpå blev hon Guldbaggenominerad i kategorin Bästa kvinnliga huvudroll för sin roll i Bitchkram. 2012 blev hon även nominerad till utmärkelsen Rising Star vid Stockholms filmfestival.

## Filmer i urval och TV-serier
- 2011 – Apflickorna
- 2012 – Bitchkram
- 2015 – Ängelby (TV-serie)
- 2017 – Vår tid är nu (TV-serie)
- 2017 – Trädgårdsgatan